# Corin Redgrave
Corin Redgrave, född 16 juli 1939 i Marylebone, London, död 6 april 2010 i Tooting, Wandsworth, London, var en brittisk skådespelare och politisk aktivist. Han var son till Michael Redgrave och Rachel Kempson, bror till Vanessa Redgrave och Lynn Redgrave samt far till Jemma Redgrave. Redgrave var gift med Kika Markham.

## Biografi
Redgrave gjorde en lång karriär på scenen med såväl komedi- som tragediroller inte minst i pjäser av William Shakespeare, Anton Tjechov, Noël Coward och Harold Pinter. 
Han spelade biroller i filmer som I faderns namn och Fyra bröllop och en begravning och spelade Jolyon Forsyte d.ä. i Forsytesagan 2002.
Redgrave diagnosticerades 2000 med prostatacancer och fick år 2005 en hjärtattack då han deltog i ett politiskt möte. År 2004 var han aktiv i ett försök att få Tony Blair åtalad för invasionen av Irak. 
En kort tid före sin död uppträdde Redgrave i en pjäs för två skådespelare som baserade sig på texter av Dalton Trumbo. Pjäsen hade premiär år 2009 och samma kväll som Redgrave fick höra att hans systerdotter Natasha Richardson hade omkommit i en olycka. Dalton Trumbo hade blivit svartlistad i Hollywood som kommunist och Corin Redgrave själv upplevde att han under en lång tid inte fick roller av BBC efter att han på 1970-talet profilerade sig i trotskistpartiet Workers' Revolutionary Party, för vilket parti han utan framgång kandiderade i parlamentsvalet i Storbritannien 1979.